# 기욤 10세 다키텐 공작
기욤 10세(Guilhèm X lo Tolosenc, 1099년 ~ 1137년 4월 9일)는 아키텐 공작, 가스코뉴 공작, 푸아티에 백작 (기욤 8세, 재위: 1126년~ 1137년)이다. 아키텐 공작 기욤 9세와 그의 두 번째 부인인 툴루즈 여백작 필리파 사이에서 태어났다.
그의 부모가 영지의 수도인 툴루즈를 다스리기 위해 방문한 짧은 기간 사이에 그곳에서 태어났다. 생 메썽 연대기에 기록된 바에 따르면 그의 출생은 1099년으로 되어 있다. 같은 해 연말에 기욤 9세는 아내 필리파의 사촌인 툴루즈 백작 베르트랑에게 툴루즈 영지를 담보로 돈을 빌린 후에 십자군 전쟁에 참여했다.
필리파와 어린 기욤은 푸아티에에 남아 기욤 9세를 기다렸는데, 기욤 9세가 복귀했을 때에는 자기 휘하 봉신의 아내인 당제로사 드 릴 부샤르를 정부로 삼아 함께 데리고 왔었다. 아버지의 부정에 화가 난 기욤 10세는 기욤 9세와 불편한 관계를 지속하다, 1211년에 들어서서 당제로사의 딸인 에노르 드 샤틀르로와 결혼하면서 비로소 관계가 개선되었다.
기욤 10세와 에노르 사이에는 3명의 자식이 있었는데 나중에 그의 영지들을 물려받는 장녀 엘레오노르와, 베르망두아 백작 라울 1세의 부인이 되는 페트로닐라, 그리고 1130년에 4살의 나이로 어머니와 함께 죽는 막내 아들 기욤 에그레이다.
기욤 10세에게는 한 명의 사생아 아들이 있는 것으로 추측되는데 이름 역시 기욤이다. 그 외에 오랜 기간 동안 그에게는 조슬린이라고 불리는 다른 사생아가 있는 것으로 여겨졌는데, 근래에 들어 조슬린은 '류벤의 아델라이자'의 남자 형제로 밝혀졌다. 조슬린이 기욤 10세의 아들로 잘못 전해져 내려온 것은 헨리 2세 치세의 잉글랜드 재무부의 문서를 잘못 해석했기 때문인데, '왕비의 형제'라고 쓰여져 있는 부분의 왕비는 엘레오노르가 아니라 류벤의 아델라이자이기 때문이다. 재무부 문서에서 '푸아티에의 윌리엄'이라고 쓰여진 사람은 아마도 엘레오노르의 배다른 형제로 보인다. 연대기 작가 솔즈베리의 존이 기록한 바에 따르면 페트로닐라는 라울과 결혼한 지 얼마 되지 않은 1151년 혹은 1152년에 사망한 것으로 되어 있다.
기욤은 예술 애호가인 동시에 전사인 사람이었다. 조프루아 플랜태저넷이 잉글랜드의 공주였던 아내 마틸다의 이름으로 노르망디 공작에 대한 권리를 주장하는 것에 호응해 기욤은 1136년에 군사를 일으켜 조프루아와 동맹을 맺고 노르망디와 프랑스 왕국 분쟁에 참전했다.
기욤은 심지어 자신의 영지 내에서도 자신에게 대항하는 뤼지냥과 Parthenays 봉신의 연합군과 싸웠고 이들을 완전히 파괴해버림으로써 문제를 해결했다. 1130년 교황 인노첸시오 2세와 대립교황 아나클레투스 2세 간의 교회 분열 사태에서, 기욤은 처음에는 자신의 영지에 해당하는 교구 주교의 의견과는 다르게 대립교황 측을 지지했다. 이때문에 공작은 파문을 당했고, 아키텐에는 일체의 교회 행사를 금지하는 명령인 성무금지령이 내려졌다. 1134년이 되자 클레르보의 성 베르나르가 기욤을 설득해 아나클레투스 2세에 대한 지지를 관두고 인노첸시오 2세 쪽으로 가담하도록 했다.
1137년 기욤 10세는 스페인 콤포스텔라의 성 야고보 성지로 순례를 떠났다. 1137년 4월 9일 성 금요일에 콤포스텔라에 도착했으나 도중에 마신 오염된 물 때문에 병을 얻어 쓰러지고 말았다. 죽음에 앞서 자신의 15살 난 딸 엘레오노르의 보호자 및 후견인으로 루이 6세를 지명하고, 적당한 베필을 물색해주기를 청원했다. 루이 6세는 그의 청원을 받아들였고, 아키텐 공작의 여 후계자를 자신의 아들인 루이 7세와 결혼시켰다.